# Numbers (Woe, Is Me)
Numbers (stilizzato Number(s)) è l'album di debutto del gruppo musicale statunitense Woe, Is Me, pubblicato il 30 agosto 2010 dalla Velocity Records, etichetta sussidiaria della Rise Records.
Il 16 luglio 2012 è stata pubblicata una versione deluxe dell'album contenente, oltre alle tracce della versione standard, i singoli Vengeance e Fame > Demise, la versione remix (realizzata da Caleb Shomo) e acustica di quest'ultimo brano, una cover di Kesha e un altro remix di (&) Delinquents (sempre ad opera di Shomo).

## Tracce
1. On Veiled Men – 0:50
2. (&) Delinquents – 2:56
3. Mannequin Religion – 2:55
4. Keep Your Enemies Close – 2:29
5. Hell, or High Water – 3:41
6. For the Likes of You – 3:42
7. I – 3:04
8. Our Number(s) (feat. Jonny Craig) – 2:55
9. If Not, for Ourselves – 4:30
10. Desolate (The Conductor) (feat. Jonny Craig) – 1:55

Edizione Deluxe
1. Vengeance – 4:09
2. Fame > Demise (Caleb Shomo Remix) – 4:20
3. We R Who We R (Ke$ha cover) – 3:37
4. (&) Delinquents (Caleb Shomo Remix) – 4:04
5. Fame > Demise – 3:33
6. Fame > Demise (Acoustic) – 2:48
7. On Veiled Men – 0:50
8. (&) Delinquents – 2:57
9. Mannequin Religion – 2:54
10. Keep Your Enemies Close – 2:26
11. Hell, or High Water – 3:36
12. For the Likes of You – 3:39
13. I – 3:12
14. Our Number(s) (feat. Jonny Craig) – 2:52
15. If Not, for Ourselves – 4:34
16. Desolate (The Conductor) (feat. Jonny Craig) – 1:55

## Formazione
- Tyler Carter – voce melodica
- Michael Bohn – voce death
- Tim Sherrill – chitarra solista
- Kevin Hanson – chitarra ritmica
- Cory Ferris – basso
- Ben Ferris – tastiera, voce death
- Austin Thornton – batteria, percussioni, programmazione

Nuovi componenti nella riedizione del 2012
- Hance Alligood – voce melodica nelle tracce 1, 3, 6
- Andrew Paiano – chitarra solista e acustica nelle tracce 1, 3, 6
- Jack Langdell – chitarra solista nella traccia 5

## Classifiche
| Classifica (2010)         | Posizione massima |
| ------------------------- | ----------------- |
| Stati Uniti (heatseekers) | 16                |